# Éric Le Nabour
Pour les articles homonymes, voir Le Nabour.
Éric Le Nabour est un essayiste et romancier français, né en 1960 à Caen (Calvados).

## Biographie
Il publie son premier livre, Charles X, le dernier roi, en 1980, alors qu'il a dix-neuf ans. La préface, élogieuse, est signée par Alain Decaux — quand Le Monde estime qu'il manque « d'idées générales ».
Il a ensuite écrit une quarantaine de livres, et signé de nombreux articles publiés dans Historia ou Chroniques de l'histoire. Il a également fait partie de l'équipe de l'émission Les Voyageurs de l'Histoire, diffusée sur France 2, animée par Jacques Martin, sur une idée d'Alain Decaux.
La plupart de ses romans, biographies de personnages célèbres et récits font une large place à l'histoire. Cela lui vaut d'être sollicité, outre pour ses propres articles, mais également pour enrichir des dossiers publiés dans des revues grand public, comme Secrets d'histoire.
« Guénonien », il s'est également intéressé, entre autres, à la légende du Graal.

## Œuvres
- Charles X : le dernier roi (avec une préface d'Alain Decaux). éditions Jean-Claude Lattès, Paris, 1980. 405 p. [pas d'ISBN].
- Barras : le vicomte rouge. Jean-Claude Lattès, Paris, 1981. 335 p. [pas d'ISBN].
- Le Régent : libéral et libertin. Jean-Claude Lattès, Paris, 1984. 338 p. [pas d'ISBN]. Réédition en collection de poche, sous le même titre : J'ai lu, no 2098, Paris, 1986. 376 p.  (ISBN 2-277-22098-1), Prix Eugène-Piccard de l'Académie française.
- La Reynie : le policier de Louis XIV. Perrin, collection « Présence de l'histoire », Paris, 1990. 276 p.  (ISBN 2-262-00806-X)[7].
- Nicolas Simonnet, Le Mont-Saint-Michel et la baie (édition remaniée par Éric Le Nabour). Hachette, collection « Guides bleus », Paris, 1991. 64 p.  (ISBN 2-01-015861-X).
- Les Meilleures Aventurières. Criterion, collection « L'histoire en tête. Les meilleurs », Paris, 1991. 264 p. + 8 p. d'illustrations.  (ISBN 2-903702-58-6). Titre alternatif : Les meilleures aventurières de l'histoire.
- La Veuve rouge. Fleuve noir, collection « Les drames de l'histoire » no 1, Paris, 1992. 187 p.  (ISBN 2-265-04680-9).
- Les Deux Restaurations. Tallandier, collection « Pour comprendre », Paris, 1992. 245 p.  (ISBN 2-235-02045-3).
- Alexandra David-Néel. Jean-Claude Lattès, collection « Ushuaia présente » no 4, Paris, 1992. 221 p. + 8 p. d'illustrations.  (ISBN 2-7096-1008-6)[8].
- Bretagne : lieux sacrés et initiatiques. Dervy, collection « Chemins de l'harmonie », Paris, 1993. 127 p.  (ISBN 2-85076-534-1).
- Itinéraires cathares : histoire, religion, lieux sacrés et initiatiques (avec des photographies de). Dervy, collection « Chemins de l'harmonie », Paris, 1994. 152 p. + 12 p. d'illustrations.  (ISBN 2-85076-586-4).
- Un Indien dans la ville. TF1 éditions, collection « TF1 Novellisat », Boulogne-Billancourt, 1994. 214 p.  (ISBN 2-87761-066-7). Novélisation du film d'Hervé Palud.
- Le Chasseur d'âmes : roman. Presses de la Renaissance, Paris, 1998. 270 p.  (ISBN 2-85616-703-9).
- Le Nagual. Ramsay, Paris, 1998. 326 p.  (ISBN 2-84114-398-8).
- La Porteuse d’ombre : madame de Maintenon et le Roi-Soleil. Tallandier, collection « Raconter l'histoire », Paris, 1999. 329 p.  (ISBN 2-235-02242-1).
- La Prophétie d’Ascalon. Presses de la Renaissance, Paris, 2003. 296 p.  (ISBN 2-85616-862-0).
- Letizia Bonaparte : la mère exemplaire de Napoléon Ier. Pygmalion, Paris, 2003. 247 p.  (ISBN 2-85704-826-2). Simultanément publié sous forme d'un ouvrage en gros caractères pour les mal-voyants : Corps 16, collection « Histoire », Paris, 2003. 384 p.  (ISBN 2-84057-521-3)[9].
- Orages sur Calcutta : roman. Presses de la Cité, collection « Sud lointain », Paris, 2005. 410 p.  (ISBN 2-258-06500-3).
- Les Rois maudits : l'enquête historique (avec une préface de Colette Beaune). Perrin, Paris, 2005. 296 p.  (ISBN 2-262-02396-4)[10].
- Les Démons de Shangai: roman. Presses de la Cité, collection « Sud Lointain », Paris, 2006.  (ISBN 2-258-06968-8).
- Kaamelott, Tome I : Au cœur du Moyen Âge, Perrin, Paris, 2007. 214 p.  (ISBN 978-2-262-02630-1)[11].
- Les Jardins d’Istanbul : roman. Presses de la Cité, collection « Sud Lointain », Paris, 07/2007.  (ISBN 2-258-07256-5).
- Kaamelott, Tome II : À la table du Roi Arthur, Perrin, Paris, 2007.  (ISBN 978-2-262-02709-4).
- Le Christianisme, une aventure de 2000 ans, Éditions Trajectoires, Paris, 2008.  (ISBN 978-2-84197-438-2).
- Les Ombres de Kervadec, Presses de la Cité, collection Terres de France, J.Balland, Paris, mars 2008.  (ISBN 225-8-0763-4-X).
- Retour à Tinténiac, Paris, Calmann-Lévy, collection « Romans de France », juin 2010.  (ISBN 978-2-7021-4110-6).
- La Dame de Kyoto, Paris, Calmann-Lévy, 2012.  (ISBN 978-2-7021-4342-1).
- A l’ombre de nos larmes, Paris, Calmann-Levy, 2013.  (ISBN 978-2-298-06967-9).
- La Frondeuse, Paris, Calmann-Levy, 2015.  (ISBN 978-2-7021-5649-0).
- Les Étés de la colère, Paris, Calmann-Levy, 2016.  (ISBN 978-2-7021-5389-5).
- Cruels sont les rivages, Paris, Presses de la Cité, 2022.
- La ferveur, Paris, Calmann-Levy, 2024.

## Récompenses et prix
La fiche qui lui est consacrée sur le site de l'Académie française signale trois prix :
- le prix M. et Mme Louis-Marin, en 1981, pour Charles X, le dernier roi
- le prix Eugène Piccard, en 1985, pour Le Régent. Libéral et libertin
- le prix Amic, en 2005, pour l'ensemble de son œuvre historique